# Stylish Nonsense
Stylish Nonsense es una banda musical de Tailandia, formada en 1993 en Bangkok.

## Historia
En 1993, un grupo de estudiantes del Instituto Technology Ladkrabang en Tailandia, Yuttana Kalambaheti y Wannarit Pongprayoon, se reunieron a un Club musical mientras cursaban la carrera en el Departamento de Ingeniería Eléctrica. 
Ellos han estado escribiendo y componiendo canciones, juntos desde entonces.

Comenzaron en un equipo denominado 386DX, con una tarjeta de sonido Blaster16, y un software Cakewalk 2.0, que durante años han evolucionado hasta convertirse en una banda de gran prestigio realizando conciertos, ya que se basaban exclusivamente en el arte de la improvisación.
Durante años ellos han producido y remezclado para muchos artistas pop importantes de Tailandia, y el material liberado en varias etiquetas.
En el año 2000, unieron fuerzas con Somsiri Sangkaew y fueron registrados bajo el sello de Panda Records indie.

## Integrantes
- Yuttana (aka June) Kalambaheti: batería, teclados, voz y guitarra.
- Wannarit (aka Pok) Pongprayoon: bajo, teclados y sintetizadores.

## Discografía
- Stylish Nonsense "Use Your Professor" (Smallroom Records, 2004)
- Stylish Nonsense "Remix by Stylish Nonsense"
- Stylish Nonsense "Live Vol. 1: Live in Saigon (Limited Edition)" (Panda Records, 2009)

### Remixes & Colaboraciones
- Paradox "Cleaning Liquid (Stylish Nonsense Mix)" (TaTa Records, 1998)
- Shogun Jump "Ja aou yang ngai dee (จะเอายังไงดี - What Can I Do) (Stylish Nonsense Mix)" (Sony Music Thailand, 1999)
- Subnai "Ror (รอ - Wait)" (Undertone Records, 1999)
- MR. Z "Take Me Take My Heart (Stylish Nonsense Mix)" (Bakery Music, 2000)
- P.O.P. "Time For Me And You (Stylish Nonsense Mix)" (Bakery Music, 2000)
- Triumph Kingdom "Thord (ถอด - Take off) (Stylish Nonsense Mix)" (DOJO City, 2000)
- Nadia "Someone Not So Special (คนไม่พิเศษ)" (Bakery Music, 2000)
- Armchair "Sam Luerng Sam Larn (สำเริงสำราญ - Leisure)" (Universal Music, 2003)
- Nologo "Fashion Show (Stylish Nonsense Mix)" (More Music, 2005)

### Compilaciones
- Stylish Nonsense "It's Her (feat. Wasit Mukdaviwichitr)" (Smallroom, 1999)
- Stylish Nonsense "Fashion Show" (Smallroom, 2001)
- Stylish Nonsense "32" 24" 34"" (Panda Accessories Compilation, Panda Records, 2001)
- Stylish Nonsense "Music for incredibly Strange People" (Panda Ranger Act III Compilation, Panda Records, 2002)
- Stylish Nonsense "DDT" (DDT Magazine Compilation, DDT Magazine, 2006)
- Stylish Nonsense "Studio Phee Sing (สตูดิโอผีลิง - Ghost in the Studio)" (DDT Magazine Compilation, DDT Magazine, 2006)
- Stylish Nonsense "Stylish Nonsense" (Here We Are The Pandas Compilation, Panda Records, 2009)